# Юнацька збірна Косова з футболу (U-17)
Юнацька збірна Косова з футболу (U-17) — національна футбольна збірна Косова, що складається із гравців віком до 17 років. Керівництво командою здійснює Футбольна федерація Косова. До зміни формату юнацьких чемпіонатів Європи у 2001 році функціонувала як збірна до 16 років.
Головним континентальним турніром для команди є Юнацький чемпіонат Європи з футболу (U-17), успішний виступ на якому дозволяє отримати путівку на Чемпіонат світу (U-17). Також може брати участь у товариських і регіональних змаганнях.

## Юнацький чемпіонат Європи (U-17)
| До 16 років | 2000 до 2001 | не була членом УЄФА  | не була членом УЄФА  | не була членом УЄФА  | не була членом УЄФА  | не була членом УЄФА  | не була членом УЄФА  | не була членом УЄФА  | не була членом УЄФА  | не була членом УЄФА | не була членом УЄФА | не була членом УЄФА | не була членом УЄФА | не була членом УЄФА | не була членом УЄФА | не була членом УЄФА | не була членом УЄФА |
| До 17 років | 2002 до 2015 | не була членом УЄФА  | не була членом УЄФА  | не була членом УЄФА  | не була членом УЄФА  | не була членом УЄФА  | не була членом УЄФА  | не була членом УЄФА  | не була членом УЄФА  | не була членом УЄФА | не була членом УЄФА | не була членом УЄФА | не була членом УЄФА | не була членом УЄФА | не була членом УЄФА | не була членом УЄФА | не була членом УЄФА |
| До 17 років | 2016 до 2017 | не мала права участі | не мала права участі | не мала права участі | не мала права участі | не мала права участі | не мала права участі | не мала права участі | не мала права участі | —                   | —                   | —                   | —                   | —                   | —                   | —                   | —                   |
| До 17 років | 2018         | не кваліфікувалася   | не кваліфікувалася   | не кваліфікувалася   | не кваліфікувалася   | не кваліфікувалася   | не кваліфікувалася   | не кваліфікувалася   | не кваліфікувалася   | 4-е                 | 3                   | 0                   | 0                   | 3                   | 2                   | 8                   |                     |
| До 17 років | 2019         | не кваліфікувалася   | не кваліфікувалася   | не кваліфікувалася   | не кваліфікувалася   | не кваліфікувалася   | не кваліфікувалася   | не кваліфікувалася   | не кваліфікувалася   |                     | 3                   | 2                   | 0                   | 1                   | 3                   | 2                   |                     |
| До 17 років | 2020         | не кваліфікувалася   | не кваліфікувалася   | не кваліфікувалася   | не кваліфікувалася   | не кваліфікувалася   | не кваліфікувалася   | не кваліфікувалася   | не кваліфікувалася   | 4-е                 | 3                   | 0                   | 1                   | 2                   | 2                   | 7                   |                     |
| Усього      | Усього       | —                    | 0/38                 | 0                    | 0                    | 0                    | 0                    | 0                    | 0                    |                     | 9                   | 2                   | 1                   | 6                   | 7                   | 17                  |                     |